# فطرية جذامية ورمية
فطرية جذامية ورمية أو متفطرة جذامية ورمية (بالإنجليزية: Mycobacterium lepromatosis)‏ هو نوع من البكتيريا ينتمي لجنس الجرثومة الفطرية من فصيلة الجراثيم الفطرية. وهي أحد البكتيريا التي تعمل مع بكتيريا الفطرية الجذامية التي تسبب مرض هانس. وقد تم اكتشاف هذه البكتيريا مؤخرا فقط، وذلك في عام 2008. وتتميز عن الفطرية الجذامية في التحليل الريبوسومي لها في الجينات وهو 16S مما يفرقها ويميز نوعها عن الفطرية الجذامية.
تعد الفطرية الجذامية الورمية عصية صامدة الحمض (AFB) الذي يسبب مرض الجذام الورمي المنتشر (DLL). وجد مرض الجذام الورمي المنتشر في المكسيك ومنطقة البحر الكاريبي. هو شكل حاد من الجذام الذي يظهر من خلال تقرحات جلدية واسعة.

## وصلات إضافية
http://www.ancient-origins.net/mycobacterium-lepromatosis